# Minor Hall
Minor Hall, beter bekend als Ram Hall (Sellers (Louisiana), 2 maart 1897 - Sawtelle, 6 oktober 1959), was een Amerikaanse jazzdrummer
die actief was in de New Orleans jazz. Hij was de jongere broer van Tubby Hall.

## Biografie
Minor Hall studeerde tot 1914 aan New Orleans University, daarna speelde hij met Kid Ory. Hij speelde in verschillende groepen in New Orleans (waaronder de Superior Band). Hij verhuisde in 1918 naar Chicago, in 1918. Hij verving zijn broer in de groep van Lawrence Duhe, daarna diende hij in het Amerikaanse leger tijdens de Eerste Wereldoorlog. In 1921 keerde hij terug naar Duhe's groep, nu geleid door King Oliver. In 1926 speelde hij met Jimmie Noone, een jaar later verhuisde hij naar Californië waar hij actief was in Mutt Carey's Jeffersonians (1927–32).
In de jaren dertig speelde hij in de groep van Winslow Allen. Hij stopte later dat decennium een tijd met muziek, in 1942 diende hij opnieuw (kort) in het leger. In 1945 sloot hij zich opnieuw aan bij Ory's Creole Jazz Band, waarin hij tot 1956 actief was, het jaar waarin hij de muziek voorgoed verliet vanwege gezondheidsproblemen. Hall heeft nooit opnames gemaakt onder eigen naam, maar hij heeft veel opgenomen met Ory, tevens nam hij op met Louis Armstrong, in de jaren 1940.
- Bibliothèque nationale de France: cb13937855x (data)
- Gemeinsame Normdatei: 135180031
- International Standard Name Identifier: 0000 0000 7692 2643
- Library of Congress Control Number: no97045501
- MusicBrainz: bd4b9c19-3814-47c6-8fd4-8fc15093c9e3
- Système universitaire de documentation: 156899825
- Virtual International Authority File: 61735667
- WorldCat: E39PBJk8W3Fk8KK6dwTc3h46rq